# Sauro (cavallo)

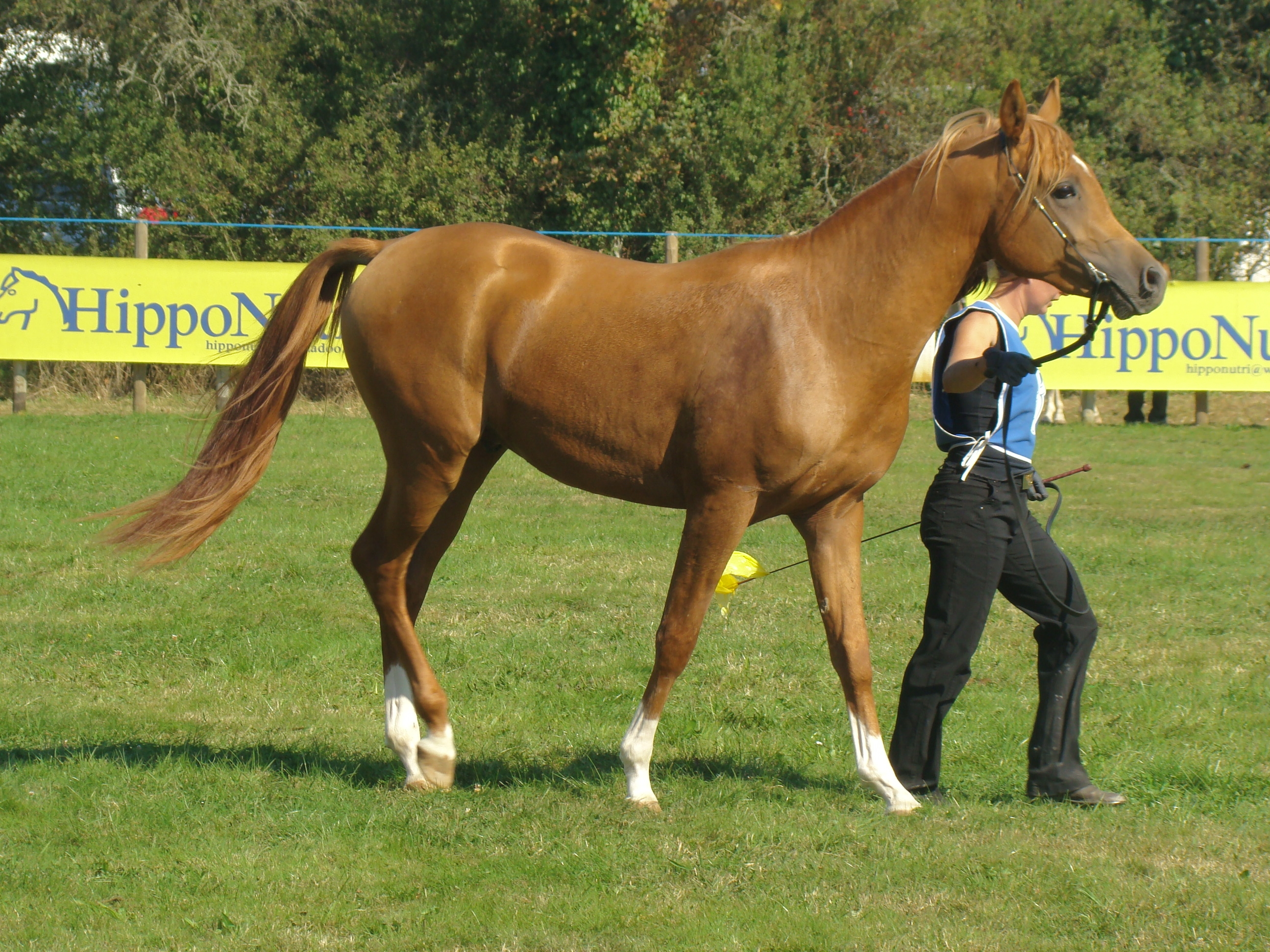
Cavallo Arabo dal mantello sauro dorato

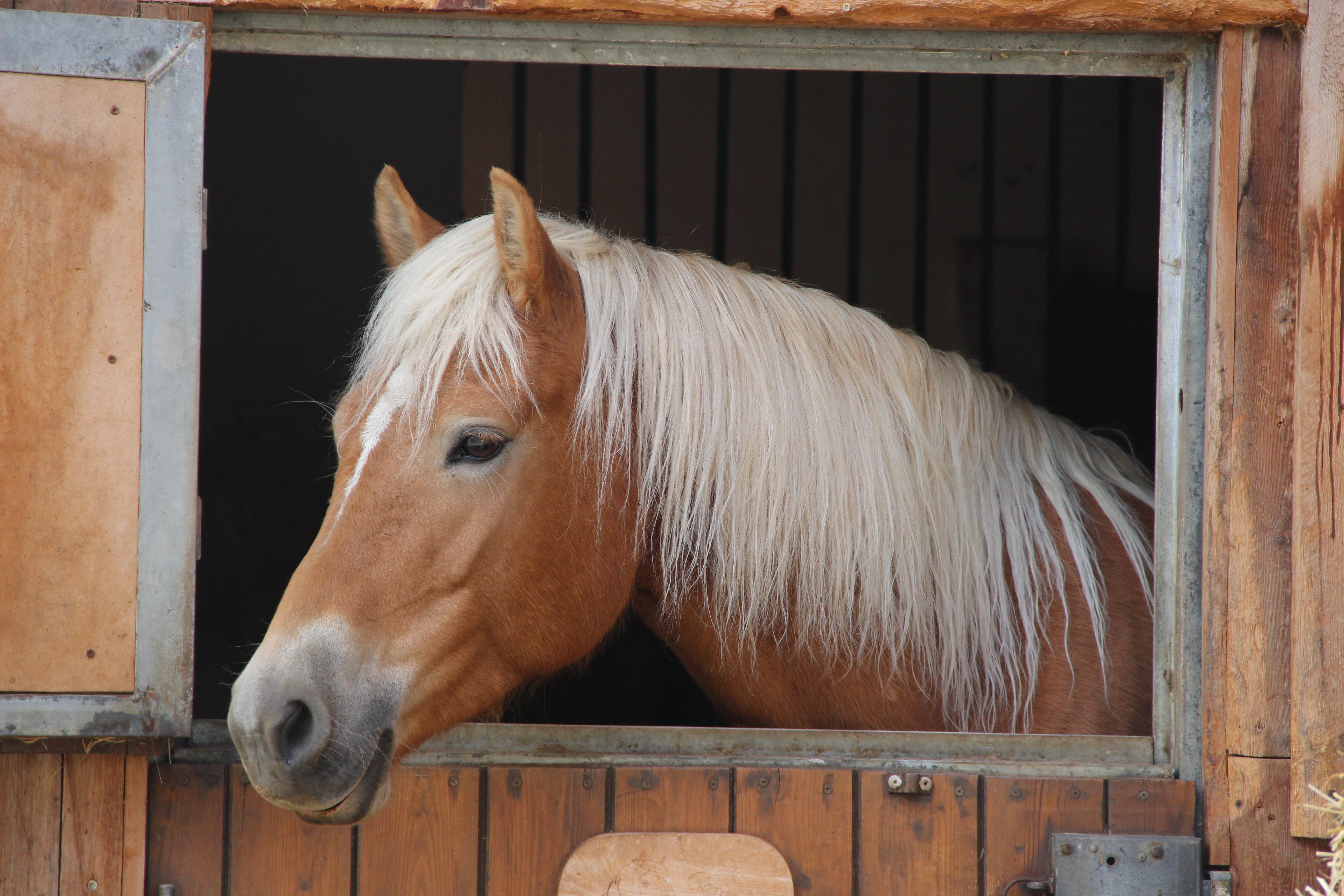
Avelignese dal mantello sauro, portatore del gene Flaxen

Il sauro (in inglese: chestnut) è un mantello equino di colore marrone rossastro o zenzero. È caratterizzato dalla completa assenza di peli neri. Ha diverse tonalità e ciò può creare confusione, infatti può variare dal marrone chiaro o giallo sabbia ai colori più scuri. Spesso è unito a marcature bianche sul muso e a balzane sulle zampe. 
 
La coda e la criniera possono essere dello stesso colore del mantello oppure più chiari.

## Tonalità
- ordinario: color cannella
- dorato: con riflessi dorati
- chiaro: con peli che tendono al giallo
- ciliegia: rosso intenso
- carico: che tende al marrone
- bruciato: caffè tostato
- metallico: come il bronzo
- pel di vacca: sauro in tutte le sfumature, ma con coda e crini molto chiari
- rabicano: screziato di radi peli bianchi sul ventre e fianchi

## Genetica
Il colore sauro è prodotto da un gene recessivo (ee). Questo significa che se vogliamo al 100% un puledro di colore sauro, entrambi i genitori devono avere questo colore. Tuttavia quando si accoppiano due cavalli solamente portatori del gene “e” abbiamo una probabilità del 25%; oppure accoppiando un cavallo sauro con uno solamente portatore del gene “e”, le probabilità salgono al 50%.
Grazie a recenti studi genetici, è stato individuato un "gene di diluizione" (chiamato Flaxen) responsabile dell'imbiancamento della criniera e della coda del cavallo sauro.